# Argia mayi
Argia mayi là loài chuồn chuồn trong họ Coenagrionidae. Loài này được González-Soriano mô tả khoa học đầu tiên năm 2012.